# Čierne Kľačany
Čierne Kľačany é um município da Eslováquia, situado no distrito de Zlaté Moravce, na região de Nitra. Tem 10,98 km² de área e sua população em 2018 foi estimada em 1.159 habitantes.

## Demografia
| Ano:        | 1994 | 2004   | 2014   | 2024   |
| ----------- | ---- | ------ | ------ | ------ |
| Broj ljudi: | 1125 | 1115   | 1104   | 1158   |
| Razlika:    |      | -0,88% | -0,98% | +4,89% |

| Ano:               | 2023 | 2024   |
| ------------------ | ---- | ------ |
| Número de pessoas: | 1175 | 1158   |
| Diferença:         |      | -1,44% |